# Barry Stobart
Barry Stobart (Doncaster, 6 de junio de 1938 - Doncaster, 28 de agosto de 2013) fue un futbolista profesional inglés que jugaba en la demarcación de delantero.

## Biografía
Barry Stobart debutó como futbolista profesional en 1955 con el Wolverhampton Wanderers FC a los 17 años de edad. Permaneció en el club un total de nueve temporadas, en las que marcó 20 goles en 49 partidos jugados. Además ganó la Football League First Division en dos ocasiones, la FA Cup en 1960 y la Community Shield en 1959 y 1960. Posteriormente jugó para el Manchester City FC, Aston Villa FC, Shrewsbury Town FC y para el Addington FC sudafricano antes de recalar en el Durban United FC, club en el que se retiró en 1970. 
En junio de 2011 se le diagnosticó a Stobart un principio de Alzheimer. Posteriormente, el 28 de agosto de 2013 falleció a los 75 años de edad en su casa de Doncaster.

## Clubes
| Club                       | País       | Año         | Partidos | Goles |
| -------------------------- | ---------- | ----------- | -------- | ----- |
| Wolverhampton Wanderers FC | Inglaterra | 1955 - 1964 | 49       | 20    |
| Manchester City FC         | Inglaterra | 1964        | 14       | 1     |
| Aston Villa FC             | Inglaterra | 1964 - 1967 | 45       | 18    |
| Shrewsbury Town FC         | Inglaterra | 1967 - 1969 | 36       | 9     |
| Addington FC               | Sudáfrica  | 1969 - 1970 | ¿?       | ¿?    |
| Durban United FC           | Sudáfrica  | 1970        | 2        | 1     |

## Palmarés
Wolverhampton Wanderers FC
- Football League First Division (2): 1958, 1959
- Community Shield (2): 1959 y 1960
- FA Cup: 1960